# Castelo de Linz
O Castelo de Linz (em alemão:  Burg Linz) é um castelo em Linz am Rhein, na Alemanha, construído entre 1364 e 1368 por Heinrich von Virneburg, que era o arcebispo de Colónia na época. A principal função do castelo era cobrar as portagens dos rios. Durante a Guerra de Neuss em 1475, o castelo foi sitiado e seriamente danificado. O castelo perdeu a sua importância quando a cidade de Linz am Rhein foi vendida para a Prússia em 1820. Em 1942-1945, durante a Segunda Guerra Mundial, o castelo foi usado como prisão. A estrutura hoje é propriedade privada e usada como local público.